# The Captain and Me
| Recensione                        | Giudizio        |
| --------------------------------- | --------------- |
| AllMusic                          | [ 3 ]           |
| The New Rolling Stone Album Guide | [ 4 ]           |
| Sputnikmusic                      | 4.0 (Excellent) |
| Piero Scaruffi                    | [ 6 ]           |
| Dizionario del Pop-Rock           | [ 7 ]           |
| 24.000 dischi                     | [ 8 ]           |

The Captain and Me è il terzo album in studio del gruppo musicale statunitense The Doobie Brothers, pubblicato il 2 marzo 1973 dall'etichetta Warner Bros. Records.

## Tracce
Lato A
1. Natural Thing – 3:17 (Tom Johnston)
2. Long Train Runnin' – 3:25 (Tom Johnston)
3. China Grove – 3:14 (Tom Johnston)
4. Dark Eyed Cajun Woman – 4:12 (Tom Johnston)
5. Clear as the Driven Snow – 5:18 (Patrick Simmons)

Lato B
1. Without You – 4:58 (The Doobie Brothers)
2. South City Midnight Lady – 5:27 (Patrick Simmons)
3. Evil Woman – 3:17 (The Doobie Brothers)
4. Busted Down Around O'Connelly Corners – 0:48 (James Earl Luft)
5. Ukiah – 3:04 (Tom Johnston)
6. The Captain and Me – 4:53 (Tom Johnston)

## Formazione
- Tom Johnston - chitarra solista, armonica, arp, voce
- Pat Simmons - chitarra, arp, voce
- Tiran Porter - basso, voce
- John Hartman - batteria, percussioni, voce
- Michael Hossack - batteria, congas, timbales

Musicisti aggiunti
- Bill Payne - piano, organo
- Jeff Skunk Baxter - chitarra pedal steel
- Nick DeCaro - arrangiamenti strumenti ad arco
- Malcolm Cecil e Robert Margouleff - programmatori sintetizzatori ARP

Note aggiuntive
- Ted Templeman - produttore
- Benita Brazier - coordinatrice alla produzione
- Registrazioni effettuate al Warner Bros. Studios di North Hollywood, California
- Donn Landee - ingegnere delle registrazioni
- Bruce Cohn - personal manager
- Ed Thrasher - art direction
- Michael e Jill Maggid - fotografie
- John e Barbara Casado - design album[11]

## Classifica
Album
| Anno | Classifica                   | Posizione raggiunta |
| ---- | ---------------------------- | ------------------- |
| 1973 | Billboard 200                | 7                   |
| 1975 | The Official NZ Music Charts | 12                  |

Singoli
| Anno | Titolo del brano   | Classifica        | Posizione raggiunta |
| ---- | ------------------ | ----------------- | ------------------- |
| 1973 | Long Train Runnin' | Billboard Hot 100 | 8                   |
| 1973 | China Grove        | Billboard Hot 100 | 15                  |